# Scaphytopius chiquitanus
Scaphytopius chiquitanus är en insektsart som beskrevs av Rauno E. Linnavuori och Delong 1978. Scaphytopius chiquitanus ingår i släktet Scaphytopius och familjen dvärgstritar. Inga underarter finns listade i Catalogue of Life.